# Road House
Pour les articles homonymes, voir Road House (film, 1928) et Road House (film, 2024).
Série
Road House 2
(2005)
Pour plus de détails, voir Fiche technique et Distribution.
Road House ou Bar routier au Québec est un film américain réalisé par Rowdy Herrington et sorti en 1989.
Le film met en vedette l'acteur Patrick Swayze dans le rôle du chef des videurs d'un bar situé dans une petite ville du Missouri, qu'il protège des manigances d'un homme d'affaires corrompu. Il connait une suite, Road House 2, sortie en 2005, ainsi qu'un remake sorti en 2024.
À noter la présence du guitariste chanteur de blues/rock Jeff Healey et de son groupe.

## Synopsis
James Dalton est un videur de boîte de nuit réputé dans le milieu. Adepte de méthodes qui lui sont propres, c'est aussi un expert en arts martiaux et un diplômé en philosophie.
Un soir, Frank Tilghman, le patron du Double Deuce, une discothèque malfamée de Jasper City dans le Missouri, lui propose un poste, que Dalton accepte. Ce dernier met en place ses nouvelles méthodes de travail au sein de l'établissement de Tilghman, mais se rend compte rapidement que la ville est sous la coupe d'un certain Brad Wesley, un homme d'affaires louche qui fait régner la peur.
Les choses se compliquent quand Dalton finit par se rapprocher d'Elizabeth Clay, une jeune doctoresse et ex-épouse de Wesley. Dalton va alors demander conseil à son ami et mentor, le vétéran du métier Wade Garrett.

## Fiche technique
Sauf indication contraire, les informations mentionnées dans cette section peuvent être confirmées par la base de données cinématographiques IMDb,  présente dans la section « Liens externes ».
- Titre original et français : Road House
- Titre québécois : Bar routier
- Réalisation : Rowdy Herrington
- Scénario : David Lee Henry et Hilary Henkin, d'après une histoire de David Lee Henry
- Musique : Michael Kamen
- Direction artistique : William J. Durrell Jr.
- Décors : Philip Leonard
- Costumes : Marilyn Vance
- Photographie : Dean Cundey
- Son : Bud Maffett, Christopher Flick, David A. Whittaker
- Montage : Frank J. Urioste et John F. Link
- Production : Joel Silver
  - Producteurs délégués : Steve Perry et Tim Moore
- Sociétés de production : Silver Pictures et Star Partners II Ltd.
- Sociétés de distribution : United Artists (États-Unis), United International Pictures (UIP) (France)
- Budget : 17 millions de dollars (estimation selon le site Imdb)[1] / 10 millions de dollars (selon le site the-numbers.com)[2].
- Pays de production :  États-Unis
- Langues originales : anglais, portugais
- Format[3] : couleur (DeLuxe) - 35 mm - 2,35:1 (Cinémascope) - son Dolby SR
- Genre : action, thriller
- Durée : 114 minutes
- Dates de sortie[4] :
  - États-Unis : 19 mai 1989 (sortie nationale) / 1er août 2014 (Traverse City Film Festival)
  - France : 3 janvier 1990
- Classification[5] :
  -  États-Unis : R – Restricted (Les enfants de moins de 17 ans doivent être accompagnés d'un adulte).
  -  France : Tous publics avec avertissement lors de sa sortie (des scènes, des propos ou des images peuvent heurter la sensibilité des spectateurs)  (visa d'exploitation no 71037 délivré le 5 février 2002)[6].

## Distribution
- Patrick Swayze (VF : Michel Vigné) : James Dalton
- Kelly Lynch (VF : Micky Sébastian) : le docteur Elizabeth Clay
- Sam Elliott (VF : Jean Barney) : Wade Garrett
- Ben Gazzara (VF : Jacques Deschamps) : Brad Wesley
- Kevin Tighe (VF : Jean-François Laley) : Frank Tilghman
- Red West (VF : Georges Berthomieu) : Red Webster
- Sunshine Parker (VF : Raoul Delfosse) : Emmet
- Marshall R. Teague : Jimmy
- Julie Michaels : Denise
- Terry Funk (VF : Marc Alfos) : Morgan
- Jeff Healey (VF : Jean-Claude Robbe) : Cody
- Kathleen Wilhoite : Carrie Ann

## Production

### Préproduction
Le nom du personnage de Dalton (Patrick Swayze) a été inspiré au scénariste David Lee Henry par la ville de Dalton en Géorgie, dans laquelle il fréquentait un bar qui l'avait marqué.

### Attribution des rôles
L'acteur Patrick Swayze est choisi pour incarner le personnage de Dalton alors qu'il avait été approché pour jouer le rôle de Cash dans Tango et Cash au côté de Sylvester Stallone, Swayze demanda un salaire trop important, et son rôle dans Tango et Cash sera attribué à Kurt Russell. Après s'être blessé au cours du tournage, Swayze est obligé de refuser le rôle qui lui est proposé dans Predator 2.
Dans un premier temps, c'est Annette Bening qui devait incarner le personnage du docteur Elizabeth Clay, mais la production se tourna finalement vers Kelly Lynch, qui connaissait un certain succès en cette fin des années 1980 après avoir joué dans Cocktail, La Maison des otages ou Drugstore Cowboy, un des premiers longs métrages de Gus Van Sant.
La production choisit un vrai musicien pour interpréter le rôle de Cody, en la personne de Jeff Healey, un chanteur-compositeur et guitariste de blues aveugle canadien. À l'époque, celui-ci est notamment connu pour jouer avec sa guitare à plat sur les genoux. Il signe également plusieurs titres de la bande originale du film.

### Tournage
Les scènes au bar le « Double Deuce » ont été filmées en Californie, à Santa Clarita pour les extérieurs et Anaheim pour les intérieurs.
Le bar a été construit pour le film et démantelé une fois le tournage terminé.

## Accueil

### Critique
Le film a reçu un accueil critique mitigé. Certains commentaires sont négatifs, tels que celui publié par Variety qui compare le film à un western avec un attachement romantique entre Dalton et Clay, mais aussi à cause de sa violence gratuite, ridicule dans un film moderne.

### Box-office
Bien que le film n'ait pas été un grand succès au box-office, il l'a été en Blu-ray, et à la télévision.
Au fil du temps, il a donné lieu à un véritable culte.
| Pays ou région            | Box-office      | Date d'arrêt du box-office | Nombre de semaines |
| ------------------------- | --------------- | -------------------------- | ------------------ |
| États-Unis (1er week-end) | 5 957 656 $     | du 19 au 21 mai 1989       | —                  |
| États-Unis (total)        | 30 050 028 $    | 9 juillet 1989             | 8                  |
| France                    | 639 139 entrées | —                          | —                  |
| Paris                     | 119 259 entrées | —                          | —                  |
| Total hors États-Unis     | 31 000 000 $    | —                          | —                  |
| Total mondial             | 61 050 028 $    | —                          | —                  |

## Distinctions
Sauf indication contraire, les informations mentionnées dans cette section peuvent être confirmées par la base de données cinématographiques IMDb,  présente dans la section « Liens externes ».

### Nominations
- Razzie Awards 1990 :
  - nomination au Razzie Award du Pire film pour Joel Silver
  - nomination au Razzie Award du Pire acteur pour Patrick Swayze
  - nomination au Razzie Award du Pire second rôle masculin pour Ben Gazzara
  - nomination au Razzie Award du Pire réalisateur pour Rowdy Herrington
  - nomination au Razzie Award du Pire scénario pour David Lee Henry et Hilary Henkin

## Autour du film

### Éditions vidéo
- Le film Road House est sorti en[12] :
  - DVD le 3 octobre 2002,
  - VàD le 18 mars 2017.
- Il est disponible en 2015 en Blu-ray pour l'édition 25e anniversaire.

### Suite
Une suite Road House 2 est sortie en 2005.

### Remake
Le 9 septembre 2015, Ronda Rousey annonce qu'elle pourrait jouer dans le remake de Road House. Le 12 octobre, Nick Cassavetes est annoncé pour écrire le scénario et réaliser le film, mais en novembre, la production est finalement annulée.
En 2022, il est annoncé qu'un remake du film aura bien lieu. Doug Liman réalisera le film, qui sortira sur Prime Video, tandis que Jake Gyllenhaal incarnera le rôle principal.